# Филотей Струмишки
Филотей (на гръцки: Φιλόθεος) е гръцки духовник, струмишки митрополит на Вселенската патриаршия.

## Биография
През май 1785 година е избран и по-късно е ръкоположен за струмишки митрополит. На 16 март 1789 година той подава оставка според текста на оставката си „поради нарастващата ми телесна болест и поради липсата му на опит в посещението на тамошните християни“. Умира около 1805 година, вероятно в Смирна или околностите, където се споменава присъствието му през 1800 година.